# Timothy Harris (Bischof)

Wappen von Timothy Harris

Timothy Harris (* 29. Oktober 1962 in Brisbane, Australien) ist ein australischer Geistlicher und römisch-katholischer Bischof von Townsville.

## Leben
Timothy Harris empfing am 18. November 1992 durch den Erzbischof von Brisbane, John Alexius Bathersby, das Sakrament der Priesterweihe.
Am 8. Februar 2017 ernannte ihn Papst Franziskus zum Bischof von Townsville. Der Erzbischof von Brisbane, Mark Coleridge, spendete ihm am 3. Mai desselben Jahres die Bischofsweihe. Mitkonsekratoren waren der Apostolische Nuntius in Australien, Erzbischof Adolfo Tito Yllana, und der Bischof von Cairns, James Foley.